# تيم باركس
تيم باركس (بالإنجليزية: Tim Parks)‏ هو كاتب ومترجم وصحفي بريطاني، ولد في 19 ديسمبر 1954 في مانشستر في المملكة المتحدة.

## وصلات خارجية
- الموقع الرسمي
- تيم باركس على موقع IMDb (الإنجليزية)
- تيم باركس على موقع مونزينجر (الألمانية)